# 293
293 (CCXCIII na numeração romana) foi um ano comum do século IV do Calendário Juliano, da Era de Cristo, teve início a um domingo  e terminou também a um domingo, a sua letra dominical foi A (52 semanas)
| Ano completo                    |
| ------------------------------- |
| Ano comum com início ao domingo |

## Acontecimentos
- 1 de Março - Diocleciano e Maximiano nomeiam Constâncio Cloro e Galério como Césares. Considera-se esta data o início da Tetrarquia.
- Probo sucede a Rufino como Patriarca de Constantinopla
- O xá, Vararanes III sucede a Vararanes II.
- O xá, Narses I sucede a Vararanes III.
- Tuoba Fu sucede a Tuoba Chuo como chefe tribal dos Tuoba, na China.
- Alecto usurpa o poder na Britânia e parte da Gália depois de assassinar Caráusio.

## Mortes
- Tuoba Chuo, chefe tribal dos Tuoba, na China (ou em 294)
- Caráusio, usurpador na Britânia e parte da Gália